# فهرست کشورها بر پایه توازن حساب جاری (۲۰۱۰)

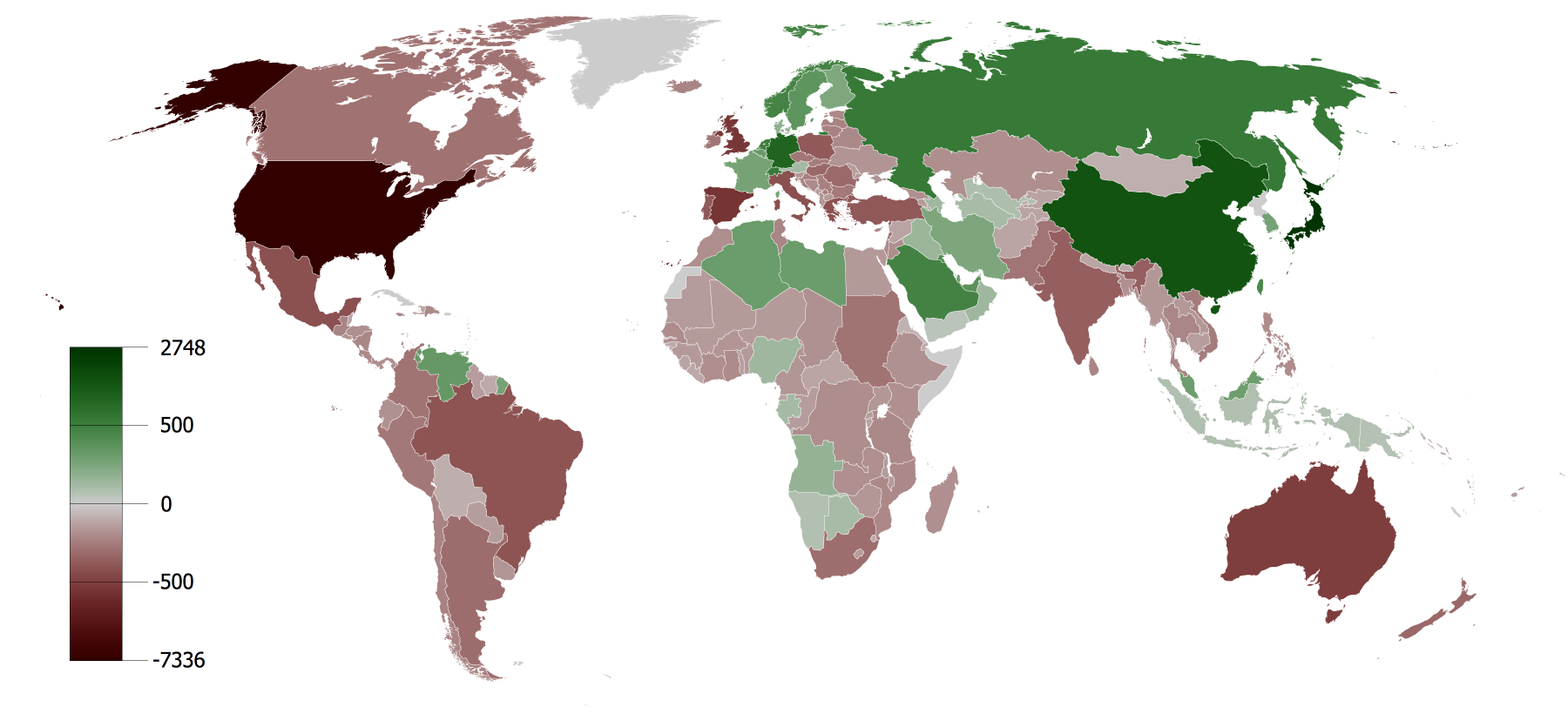
مجموع مانده حساب جاری (1980-2008) بر اساس داده های صندوق بین‌المللی پول

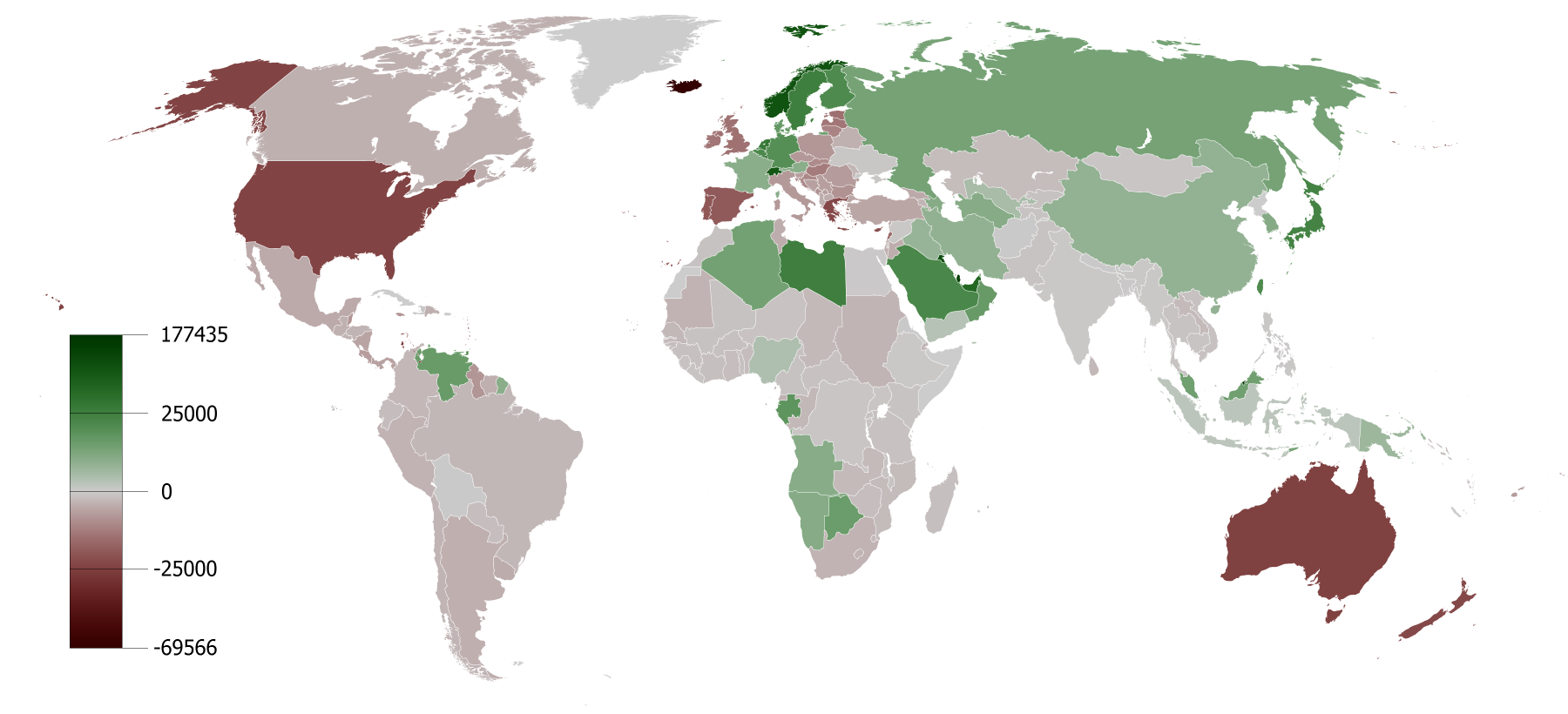
مجموع سرانه مانده حساب جاری (1980-2008) بر اساس صندوق بین‌المللی پول

این فهرست کشورها بر پایه توازن حساب جاری (CAB)، بر پایه اطلاعات صندوق بین‌المللی پول، در سال ۲۰۰۷ منتشر شده‌است. بیشتر امار و ارقام این فهرست، در کتاب حقایق جهان بایگانی هستند.
| رتبه | کشور                   | تراز حساب جاری (میلیارد دلار آمریکا) | سال     |
| ---- | ---------------------- | ------------------------------------ | ------- |
| ۱    | چین                    | ۲۷۲٫۵۰۰                              | ۲۰۱۰    |
| ۲    | ژاپن                   | ۱۶۶٫۵۰۰                              | ۲۰۱۰    |
| ۳    | آلمان                  | ۱۶۲٫۳۰۰                              | ۲۰۱۰    |
| ۴    | ایران                  | ۷۰٫۷۹۷                               | ۲۰۱۰    |
| ۵    | نروژ                   | ۶۰٫۲۳۰                               | ۲۰۱۰    |
| ۶    | عربستان سعودی          | ۵۲٫۰۳۰                               | ۲۰۱۰    |
| ۷    | سوئیس                  | ۴۹٫۳۵۰                               | ۲۰۱۰    |
| ۸    | هلند                   | ۴۶٫۶۹۰                               | ۲۰۱۰    |
| ۹    | سنگاپور                | ۴۴٫۰۸۰                               | ۲۰۱۰    |
| ۱۰   | تایوان                 | ۳۹٫۰۰۰                               | ۲۰۱۰    |
| ۱۱   | کویت                   | ۳۸٫۲۰۰                               | ۲۰۱۰    |
| ۱۲   | کره جنوبی              | ۳۶٫۳۵۰                               | ۲۰۱۰    |
| ۱۳   | مالزی                  | ۳۴٫۱۴۰                               | ۲۰۱۰    |
| ۱۴   | نیجریه                 | ۲۷٫۷۷۰                               | ۲۰۱۰    |
| ۱۵   | ونزوئلا                | ۲۲٫۰۷۰                               | ۲۰۱۰    |
| ۱۶   | سوئد                   | ۲۱٫۶۸۰                               | ۲۰۱۰    |
| ۱۷   | قطر                    | ۲۰٫۱۱۰                               | ۲۰۱۰    |
| ۱۸   | هنگ کنگ                | ۱۸٫۰۷۰                               | ۲۰۱۰    |
| ۱۹   | جمهوری آذربایجان       | ۱۵٫۹۶۰                               | ۲۰۱۰    |
| ۲۰   | لیبی                   | ۱۵٫۵۳۰                               | ۲۰۱۰    |
| ۲۱   | دانمارک                | ۱۴٫۳۵۰                               | ۲۰۱۰    |
| ۲۲   | تایلند                 | ۱۲٫۲۹۰                               | ۲۰۱۰    |
| ۲۳   | اتریش                  | ۹٫۹۰۰                                | ۲۰۱۰    |
| ۲۴   | روسیه                  | ۹٫۷۶۰                                | ۲۰۱۰    |
| ۲۵   | فیلیپین                | ۹٫۵۱۰                                | ۲۰۱۰    |
| ۲۶   | اندونزی                | ۸٫۵۳۲                                | ۲۰۱۰    |
| ۲۷   | برونئی                 | ۷٫۰۲۴                                | ۲۰۰۸    |
| ۲۸   | قزاقستان               | ۶٫۹۹۳                                | ۲۰۱۰    |
| ۲۹   | آرژانتین               | ۶٫۹۷۶                                | ۲۰۱۰    |
| ۳۰   | اسرائیل                | ۶٫۲۶۹                                | ۲۰۱۰    |
| ۳۱   | ماکائو                 | ۶٫۲۳۰                                | ۲۰۱۰    |
| ۳۲   | ازبکستان               | ۵٫۵۸۸                                | ۲۰۱۰    |
| ۳۳   | فنلاند                 | ۴٫۶۹۶                                | ۲۰۱۰    |
| ۳۴   | الجزایر                | ۳٫۹۵۹                                | ۲۰۱۰    |
| ۳۵   | بنگلادش                | ۳٫۷۳۴                                | ۲۰۱۰    |
| ۳۶   | امارات متحده عربی      | ۳٫۴۰۹                                | ۲۰۱۰    |
| ۳۷   | لوکزامبورگ             | ۳٫۳۹۶                                | ۲۰۱۰    |
| ۳۸   | ترینیداد و توباگو      | ۳٫۳۶۳                                | ۲۰۱۰    |
| ۳۹   | ترکمنستان              | ۳٫۰۸۱                                | ۲۰۱۰    |
| ۴۰   | عمان                   | ۲٫۷۲۴                                | ۲۰۱۰    |
| ۴۱   | عراق                   | ۲٫۷۱۵                                | ۲۰۱۰    |
| ۴۲   | آنگولا                 | ۲٫۰۸۹                                | ۲۰۱۰    |
| ۴۳   | لتونی                  | ۱٫۶۲۰                                | ۲۰۱۰    |
| ۴۴   | لیتوانی                | ۱٫۲۳۱                                | ۲۰۱۰    |
| ۴۵   | تیمور شرقی             | ۱٫۱۶۱                                | ۲۰۰۷    |
| ۴۶   | شیلی                   | ۱٫۰۳۳                                | ۲۰۱۰    |
| ۴۷   | بولیوی                 | ۰٫۶۹۰                                | ۲۰۱۰    |
| ۴۸   | میانمار                | ۰٫۶۵۲                                | ۲۰۱۰    |
| ۴۹   | سوریه                  | ۰٫۶۴۹                                | ۲۰۱۰    |
| ۵۰   | اوکراین                | ۰٫۶۰۳                                | ۲۰۱۰    |
| ۵۱   | گابن                   | ۰٫۵۹۱                                | ۲۰۱۰    |
| ۵۲   | بحرین                  | ۰٫۵۸۹                                | ۲۰۱۰    |
| ۵۳   | ساحل عاج               | ۰٫۵۳۴                                | ۲۰۱۰    |
| ۵۴   | مصر                    | ۰٫۲۷۰                                | ۲۰۱۰    |
| ۵۵   | استونی                 | ۰٫۲۶۵                                | ۲۰۱۰    |
| ۵۶   | بوتان (کشور)           | ۰٫۱۶۴                                | ۲۰۰۸    |
| ۵۷   | جزایر ویرجین انگلستان  | ۰٫۱۳۴                                | ۱۹۹۹    |
| ۵۸   | جزایر کوک              | ۰٫۰۲۶                                | ۲۰۰۵    |
| ۵۹   | سورینام                | ۰٫۰۲۴                                | ۲۰۰۷    |
| ۶۰   | پالائو                 | ۰٫۰۱۵                                | FY۰۳/۰۴ |
| ۶۱   | کومور                  | ۰٫۰۰۸                                | ۲۰۰۷    |
| ۶۲   | گینه بیسائو            | –۰٫۰۰۶                               | ۲۰۰۷    |
| ۶۳   | تووالو                 | –۰٫۰۱۱                               | ۲۰۰۳    |
| ۶۴   | بلغارستان              | –۰٫۰۱۲                               | ۲۰۱۰    |
| ۶۵   | کیریباتی               | –۰٫۰۲۱                               | ۲۰۰۷    |
| ۶۶   | تونگا                  | –۰٫۰۲۳                               | ۲۰۰۷    |
| ۶۷   | ساموآ                  | –۰٫۰۲۴                               | ۲۰۰۷    |
| ۶۸   | ایالات فدرال میکرونزی  | -۰٫۰۳۴                               | FY۰۵    |
| ۶۹   | ایسلند                 | –۰٫۰۴۲                               | ۲۰۱۰    |
| ۷۰   | آنگویلا                | -۰٫۰۴۲                               | ۲۰۰۳    |
| ۷۱   | وانواتو                | –۰٫۰۶۰                               | ۲۰۰۷    |
| ۷۲   | سیرالئون               | –۰٫۰۶۳                               | ۲۰۰۷    |
| ۷۳   | دومینیکا               | –۰٫۰۷۲                               | ۲۰۰۷    |
| ۷۴   | سائوتومه و پرنسیپ      | –۰٫۰۷۳                               | ۲۰۱۰    |
| ۷۵   | جمهوری آفریقای مرکزی   | –۰٫۰۷۷                               | ۲۰۰۷    |
| ۷۶   | کوبا                   | –۰٫۰۸۷                               | ۲۰۱۰    |
| ۷۷   | گامبیا                 | –۰٫۰۹۰                               | ۲۰۱۰    |
| ۷۸   | پاپوآ گینه نو          | –۰٫۰۹۹                               | ۲۰۱۰    |
| ۷۹   | زامبیا                 | –۰٫۰۹۹                               | ۲۰۱۰    |
| ۸۰   | لسوتو                  | –۰٫۱۲۵                               | ۲۰۱۰    |
| ۸۱   | بوروندی                | –۰٫۱۳۶                               | ۲۰۱۰    |
| ۸۲   | گرنادا                 | –۰٫۱۳۸                               | ۲۰۰۷    |
| ۸۳   | جزایر سلیمان           | –۰٫۱۴۳                               | ۲۰۰۷    |
| ۸۴   | سنت وینسنت و گرنادین‌ها | –۰٫۱۴۹                               | ۲۰۰۷    |
| ۸۵   | بلیز                   | –۰٫۱۵۱                               | ۲۰۱۰    |
| ۸۶   | سنت کیتس و نویس        | –۰٫۱۶۳                               | ۲۰۰۷    |
| ۸۷   | موریتانی               | –۰٫۱۸۴                               | ۲۰۰۷    |
| ۸۸   | نامیبیا                | –۰٫۱۸۷                               | ۲۰۱۰    |
| ۸۹   | لائوس                  | –۰٫۱۹۵                               | ۲۰۱۰    |
| ۹۰   | سنت لوسیا              | –۰٫۱۹۹                               | ۲۰۰۷    |
| ۹۱   | قرقیزستان              | –۰٫۲۱۰                               | ۲۰۱۰    |
| ۹۲   | آنتیگوآ و باربودا      | –۰٫۲۱۱                               | ۲۰۰۷    |
| ۹۳   | اریتره                 | –۰٫۲۱۲                               | ۲۰۱۰    |
| ۹۴   | لیبریا                 | –۰٫۲۲۴                               | ۲۰۰۷    |
| ۹۵   | باربادوس               | –۰٫۲۵۴                               | ۲۰۰۷    |
| ۹۶   | باهاما                 | –۰٫۲۸۳                               | ۲۰۰۹    |
| ۹۷   | کیپ ورد                | –۰٫۲۸۶                               | ۲۰۱۰    |
| ۹۸   | گویان                  | –۰٫۳۱۱                               | ۲۰۱۰    |
| ۹۹   | مالاوی                 | –۰٫۳۱۵                               | ۲۰۱۰    |
| ۱۰۰  | نیجر                   | –۰٫۳۲۱                               | ۲۰۰۷    |
| ۱۰۱  | مقدونیه شمالی          | –۰٫۳۲۸                               | ۲۰۱۰    |
| ۱۰۲  | تاجیکستان              | –۰٫۳۳۰                               | ۲۰۱۰    |
| ۱۰۳  | پرو                    | –۰٫۳۳۳                               | ۲۰۱۰    |
| ۱۰۴  | توگو                   | –۰٫۳۳۹                               | ۲۰۱۰    |
| ۱۰۵  | سیشل                   | –۰٫۳۵۱                               | ۲۰۱۰    |
| ۱۰۶  | جیبوتی                 | –۰٫۳۵۲                               | ۲۰۰۹    |
| ۱۰۷  | اسواتینی               | –۰٫۳۷۴                               | ۲۰۱۰    |
| ۱۰۸  | اروگوئه                | –۰٫۳۷۷                               | ۲۰۱۰    |
| ۱۰۹  | مغولستان               | –۰٫۳۷۸                               | ۲۰۱۰    |
| ۱۱۰  | پاراگوئه               | –۰٫۳۹۱                               | ۲۰۱۰    |
| ۱۱۱  | مالت                   | –۰٫۴۰۳                               | ۲۰۱۰    |
| ۱۱۲  | گینه                   | –۰٫۴۳۴                               | ۲۰۱۰    |
| ۱۱۳  | مالی                   | –۰٫۴۴۶                               | ۲۰۰۷    |
| ۱۱۴  | نپال                   | –۰٫۴۴۹                               | ۲۰۱۰    |
| ۱۱۵  | مالدیو                 | –۰٫۴۶۳                               | ۲۰۱۰    |
| ۱۱۶  | بورکینافاسو            | –۰٫۴۸۶                               | ۲۰۱۰    |
| ۱۱۷  | رواندا                 | –۰٫۴۸۹                               | ۲۰۱۰    |
| ۱۱۸  | فیجی                   | –۰٫۵۰۷                               | ۲۰۰۷    |
| ۱۱۹  | بوتسوانا               | –۰٫۵۵۲                               | ۲۰۱۰    |
| ۱۲۰  | مولدووا                | –۰٫۵۶۵                               | ۲۰۱۰    |
| ۱۲۱  | جمهوری دموکراتیک کنگو  | –۰٫۵۶۹                               | ۲۰۱۰    |
| ۱۲۲  | بنین                   | –۰٫۵۸۲                               | ۲۰۱۰    |
| ۱۲۳  | اسلوونی                | –۰٫۵۹۸                               | ۲۰۱۰    |
| ۱۲۴  | ماداگاسکار             | –۰٫۶۰۰                               | ۲۰۱۰    |
| ۱۲۵  | اکوادور                | –۰٫۶۹۲                               | ۲۰۱۰    |
| ۱۲۶  | هائیتی                 | –۰٫۷۸۱                               | ۲۰۱۰    |
| ۱۲۷  | اوگاندا                | –۰٫۷۸۴                               | ۲۰۱۰    |
| ۱۲۸  | نیکاراگوئه             | –۰٫۸۱۹                               | ۲۰۱۰    |
| ۱۲۹  | کامرون                 | –۰٫۸۲۶                               | ۲۰۱۰    |
| ۱۳۰  | السالوادور             | –۰٫۹۰۷                               | ۲۰۱۰    |
| ۱۳۱  | کامبوج                 | –۰٫۹۱۸                               | ۲۰۱۰    |
| ۱۳۲  | موریس                  | –۰٫۹۴۹                               | ۲۰۱۰    |
| ۱۳۳  | اردن                   | –۰٫۹۷۵                               | ۲۰۱۰    |
| ۱۳۴  | موزامبیک               | –۱٫۰۲۸                               | ۲۰۱۰    |
| ۱۳۵  | سنگال                  | –۱٫۰۴۶                               | ۲۰۱۰    |
| ۱۳۶  | صربستان                | –۱٫۰۴۶                               | ۲۰۱۰    |
| ۱۳۷  | هندوراس                | –۱٫۰۴۸                               | ۲۰۱۰    |
| ۱۳۸  | مونته‌نگرو              | –۱٫۱۰۲                               | ۲۰۰۷    |
| ۱۳۹  | بلژیک                  | –۱٫۱۲۹                               | ۲۰۱۰    |
| ۱۴۰  | ارمنستان               | –۱٫۱۳۸                               | ۲۰۱۰    |
| ۱۴۱  | بوسنی و هرزگوین        | –۱٫۱۷۵                               | ۲۰۱۰    |
| ۱۴۲  | آلبانی                 | –۱٫۲۴۵                               | ۲۰۱۰    |
| ۱۴۳  | گواتمالا               | –۱٫۳۴۵                               | ۲۰۱۰    |
| ۱۴۴  | کاستاریکا              | –۱٫۳۴۹                               | ۲۰۱۰    |
| ۱۴۵  | جامائیکا               | –۱٫۳۸۲                               | ۲۰۱۰    |
| ۱۴۶  | تونس                   | –۱٫۳۸۹                               | ۲۰۱۰    |
| ۱۴۷  | گرجستان                | –۱٫۴۰۴                               | ۲۰۱۰    |
| ۱۴۸  | کنیا                   | –۱٫۴۱۴                               | ۲۰۱۰    |
| ۱۴۹  | جمهوری دموکراتیک کنگو  | –۱٫۴۷۰                               | ۲۰۱۰    |
| ۱۵۰  | گینه استوایی           | –۱٫۴۷۷                               | ۲۰۱۰    |
| ۱۵۱  | زیمبابوه               | –۱٫۵۰۳                               | ۲۰۱۰    |
| ۱۵۲  | تانزانیا               | –۱٫۵۲۳                               | ۲۰۱۰    |
| ۱۵۳  | سری‌لانکا               | –۱٫۷۸۴                               | ۲۰۱۰    |
| ۱۵۴  | غنا                    | –۱٫۸۷۱                               | ۲۰۱۰    |
| ۱۵۵  | اسلواکی                | –۱٫۹۳۰                               | ۲۰۱۰    |
| ۱۵۶  | مجارستان               | –۲٫۱۲۸                               | ۲۰۱۰    |
| ۱۵۷  | یمن                    | –۲٫۱۸۱                               | ۲۰۱۰    |
| ۱۵۸  | اتیوپی                 | –۲٫۲۳۲                               | ۲۰۱۰    |
| ۱۵۹  | کرواسی                 | –۲٫۳۱۲                               | ۲۰۱۰    |
| ۱۶۰  | افغانستان              | –۲٫۴۷۵                               | ۲۰۰۹    |
| ۱۶۱  | قبرس                   | –۲٫۵۰۰                               | ۲۰۱۰    |
| ۱۶۲  | پاناما                 | –۲٫۵۲۳                               | ۲۰۱۰    |
| ۱۶۳  | سودان                  | –۲٫۵۹۵                               | ۲۰۱۰    |
| ۱۶۴  | چاد                    | –۲٫۶۰۰                               | ۲۰۱۰    |
| ۱۶۵  | پاکستان                | –۲٫۶۴۱                               | ۲۰۱۰    |
| ۱۶۶  | کوزوو                  | –۲٫۷۱۶                               | ۲۰۱۰    |
| ۱۶۷  | جمهوری ایرلند          | –۳٫۱۹۱                               | ۲۰۱۰    |
| ۱۶۸  | جمهوری دومینیکن        | –۳٫۸۶۲                               | ۲۰۱۰    |
| ۱۶۹  | نیوزیلند               | –۴٫۵۰۴                               | ۲۰۱۰    |
| ۱۷۰  | بلاروس                 | –۵٫۰۶۲                               | ۲۰۱۰    |
| ۱۷۱  | کلمبیا                 | –۵٫۹۴۶                               | ۲۰۱۰    |
| ۱۷۲  | جمهوری چک              | –۵٫۹۵۶                               | ۲۰۱۰    |
| ۱۷۳  | لبنان                  | –۶٫۹۷۲                               | ۲۰۱۰    |
| ۱۷۴  | مکزیک                  | –۷٫۰۰۰                               | ۲۰۱۰    |
| ۱۷۵  | مراکش                  | –۷٫۹۲۲                               | ۲۰۱۰    |
| ۱۷۶  | رومانی                 | –۷٫۹۳۴                               | ۲۰۱۰    |
| ۱۷۷  | ویتنام                 | –۱۲٫۲۲۰                              | ۲۰۱۰    |
| ۱۷۸  | لهستان                 | –۱۲٫۳۳۰                              | ۲۰۱۰    |
| ۱۷۹  | آفریقای جنوبی          | –۱۶٫۵۱۰                              | ۲۰۱۰    |
| ۱۸۰  | یونان                  | –۱۷٫۱۰۰                              | ۲۰۱۰    |
| ۱۸۱  | پرتغال                 | –۱۹٫۰۳۰                              | ۲۰۱۰    |
| ۱۸۲  | هند                    | –۲۶٫۹۱۰                              | ۲۰۱۰    |
| ۱۸۳  | استرالیا               | –۳۵٫۲۳۰                              | ۲۰۱۰    |
| ۱۸۴  | ترکیه                  | –۳۸٫۸۲۰                              | ۲۰۱۰    |
| ۱۸۵  | کانادا                 | –۴۰٫۲۱۰                              | ۲۰۱۰    |
| ۱۸۶  | بریتانیا               | –۴۰٫۳۴۰                              | ۲۰۱۰    |
| ۱۸۷  | برزیل                  | –۵۲٫۷۳۰                              | ۲۰۱۰    |
| ۱۸۸  | فرانسه                 | –۵۳٫۲۹۰                              | ۲۰۱۰    |
| ۱۸۹  | ایتالیا                | –۶۱٫۹۸۰                              | ۲۰۱۰    |
| ۱۹۰  | اسپانیا                | –۶۶٫۷۴۰                              | ۲۰۱۰    |
| ۱۹۱  | ایالات متحده آمریکا    | –۵۶۱٫۰۰۰                             | ۲۰۱۰    |